# Regione di Khomas
La regione di Khomas è una regione della Namibia con capoluogo Windhoek, che è anche la capitale della nazione di 250 262 abitanti al censimento 2001. Il 93% della popolazione vive in aree urbane mentre il 7% in aree rurali.
È situato nella parte centrale del paese.

## Società

### Lingue e dialetti
La popolazione si divide in 3 gruppi linguistici differenti: il 37% parla l'Oshiwambo, il 24% l'Afrikaans e il 13% parla il damara

## Geografia antropica

### Suddivisioni amministrative
La regione è suddivisa in 10 distretti elettorali:
- Tobias Hainyeko
- Moses Garoëb
- Samora Machel
- Katutura Centrale
- Katutura Est
- Khomasdal Nord
- Windhoek Ovest
- Windhoek Est
- Windhoek Rurale
- John Pandeni